# Celal Bayar
Mahmut Celâl Bayar (Umurbey (provincie Bursa), 16 mei 1883 – Istanbul, 22 augustus 1986) was een Turks politicus en de derde president van de Republiek Turkije. 

## Levensloop

### Jeugd
Bayar werd in 1883 geboren in het dorpje Umurbey in provincie Bursa. Zijn vader, Abdullah Fehmi Efendi, leraar en moefti van beroep, werd in Lom (nu: stad in Bulgarije) geboren en vluchtte na de Russisch-Turkse Oorlog (1877-1878) naar het oosten van het Ottomaanse Rijk. In 1903 huwde hij met de uit İnegöl afkomstige Reşide Bayar. Uit dit huwelijk zijn drie kinderen geboren: Refii (1904-1940), Turgut (1911-1983) en politica Nilüfer Gürsoy (1921-2024).

### Politieke carrière
Mahmut Celal Bayar (Mahmut Celal Bey) maakte carrière bij de Deutsche Orientbank in Bursa. In 1907 sloot hij aan bij het Comité voor Eenheid en Vooruitgang (CUP; Ittihad). Van 1908 tot 1918 was Bayar secretaris van de CUP in İzmir. Tijdens de Eerste Wereldoorlog was hij lid van de ‘Speciale Organisatie’ (de elitekorps van de CUP) en organiseerde na de Eerste Wereldoorlog het nationalistisch verzet tegen de buitenlandse bezetters (1919) en sloot zich aan bij de Nationale Bevrijdingsbeweging van Mustafa Kemal Atatürk, wiens naaste medewerker en vriend hij werd.
Binnen het Nationale Bevrijdingsleger maakte hij carrière als militair en werd commandant van de nationalistische troepen in Bursa.
Hij was enige malen commissaris van de nationalistische regering in Ankara en werd na het uitroepen van de republiek (1923) directeur van de pas opgerichte Turkse Nationale Bank (1924). Van 1932 tot 1937 was Bayar minister van Economie en van 1937 tot 1939 minister-president. Hij was daarna lid van de Nationale Assemblée voor de Republikeinse Volkspartij (CHP), de enige toegestane Turkse partij.
Na de Tweede Wereldoorlog diende hij samen met enkele parlementariërs een motie in om Turkije te democratiseren. Kort daarna werd hij medeoprichter van de Democratische Partij (1946).
Na de verkiezingen van februari 1950 kwam de Democratische Partij aan de macht. Adnan Menderes (een van de voormannen van de Democratische Partij) werd premier en Celal Bayar president van de republiek. Na de militaire staatsgreep van 1960, die een eind maakte aan de regering van de Democratische Partij werd ook Bayar gearresteerd. Hij werd met Menderes en enkele ministers in 1961 ter dood veroordeeld, maar omdat hij ouder dan 65 jaar was, namelijk 78, werd dit omgezet in een celstraf. In 1966 kwam hij om gezondheidsredenen vrij, nadat hij stelselmatig had geweigerd amnestie te vragen aan de presidenten Gürsel en Sunay, die hij niet erkende. Hij verzoende zich na de militaire ingreep van 1971 en de staatsgreep van 1980 met de legerleiding en de rechtse politieke leiders.
Hij overleed op 103-jarige leeftijd in 1986.
Mustafa Kemal Atatürk · İsmet İnönü · Celal Bayar · Cemal Gürsel · Cevdet Sunay · Fahri Korutürk · Kenan Evren · Turgut Özal · Süleyman Demirel · Ahmet Necdet Sezer · Abdullah Gül · Recep Tayyip Erdoğan
İsmet İnönü · Ali Fethi Okyar · Celal Bayar · Refik Saydam · Şükrü Saracoğlu · Recep Peker · Hasan Saka · Şemsettin Günaltay · Adnan Menderes · Cemal Gürsel · Suat Hayri Ürgüplü · Süleyman Demirel · Nihat Erim · Ferit Melen · Naim Talu · Bülent Ecevit · Sadi Irmak · Bülent Ulusu · Turgut Özal · Yıldırım Akbulut · Mesut Yılmaz · Tansu Çiller · Necmettin Erbakan · Abdullah Gül · Recep Tayyip Erdoğan · Ahmet Davutoğlu · Binali Yıldırım